# Дунаевецкий район
Дунаеве́цкий райо́н (укр. Дунаєвецький район) — упразднённая административная единица на юге Хмельницкой области Украины. Административный центр — город Дунаевцы.

## География
Площадь 1180 км².
Основные реки — Тернава, Студеница.

## История
21 января 1959 года к Дунаевецкому району была присоединена часть территории упразднённого Миньковецкого района.
17 июля 2020 его территория вошла в состав Каменец-Подольского района, а он сам был ликвидирован.

## Демография
Население района составляет 60 410 человек (данные 2019 г.), в том числе в городских условиях проживают 20 227 человек, в сельских — 40 183 человека.

## Административное устройство
Количество советов:
- городских — 1
- поселковых — 2
- сельских — 43

Количество населённых пунктов:
- городов районного значения — 1
- посёлков городского типа — 2
- сёл — 83

## Населённые пункты
Список населённых пунктов района находится внизу страницы.